# Klippkyrkorna i Ivanovo
Klippkyrkorna i Ivanovo är en grupp kyrkor, kapell och kloster framhuggna ur berget nära byn Ivanovo, 20 kilometer söder om Ruse, i Bulgarien. De ligger vid Rusenski Lom klippiga strand, 32 meter över floden. De är särskilt kända för sina välbevarade fresker. Den äldsta av kyrkorna är från 1100-talet. 1979 upptogs kyrkorna på Unescos världsarvslista.

## Historia
Grottorna i regionen beboddes av munkar mellan 1200-talet fram till 1600-talet, och de högg ut celler, kyrkor och kapell ur klipporna. Vid klosteranläggningens höjdpunkt fanns omkring 40 kyrkor och omkring 300 andra byggnader varav de flesta ej bevarats.  
Klostret är främst känt för sina 1200- och 1300-talsfresker, som finns bevarade i fem av kyrkorna, vilka ses som mycket bra exempel på bulgarisk medeltida konst. 
Härskare över Andra bulgariska riket som Ivan Alexander och Ivan Asen II gjorde regelbundna donationer till anläggningen, vilket bekräftas av de donatorporträtt som finns i vissa av kyrkorna.

## Bild

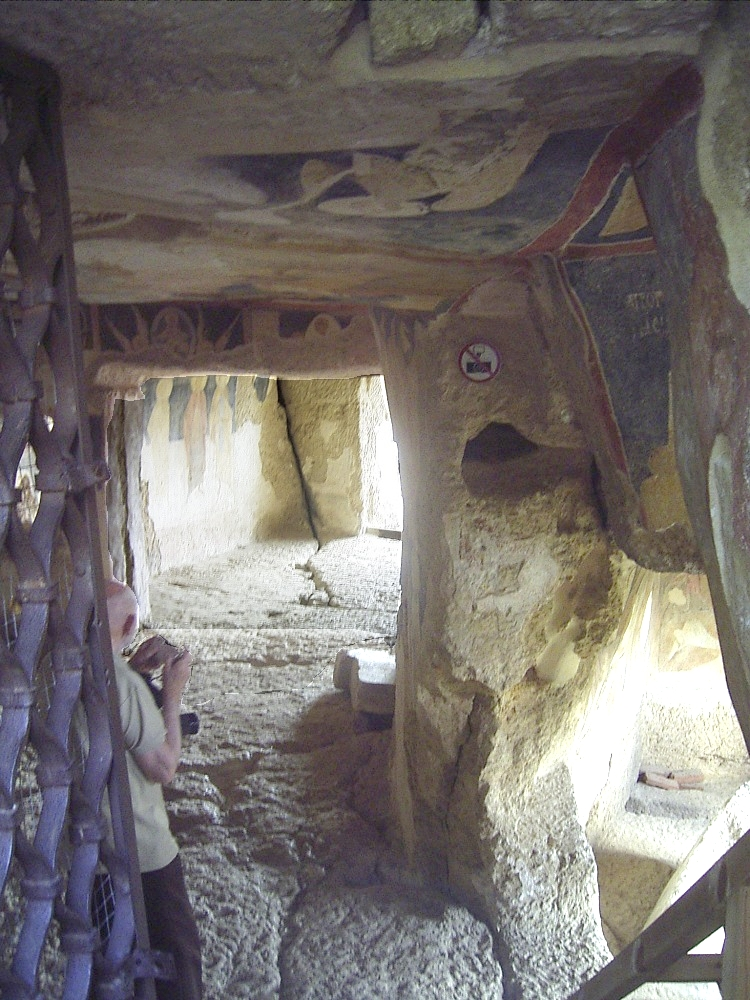
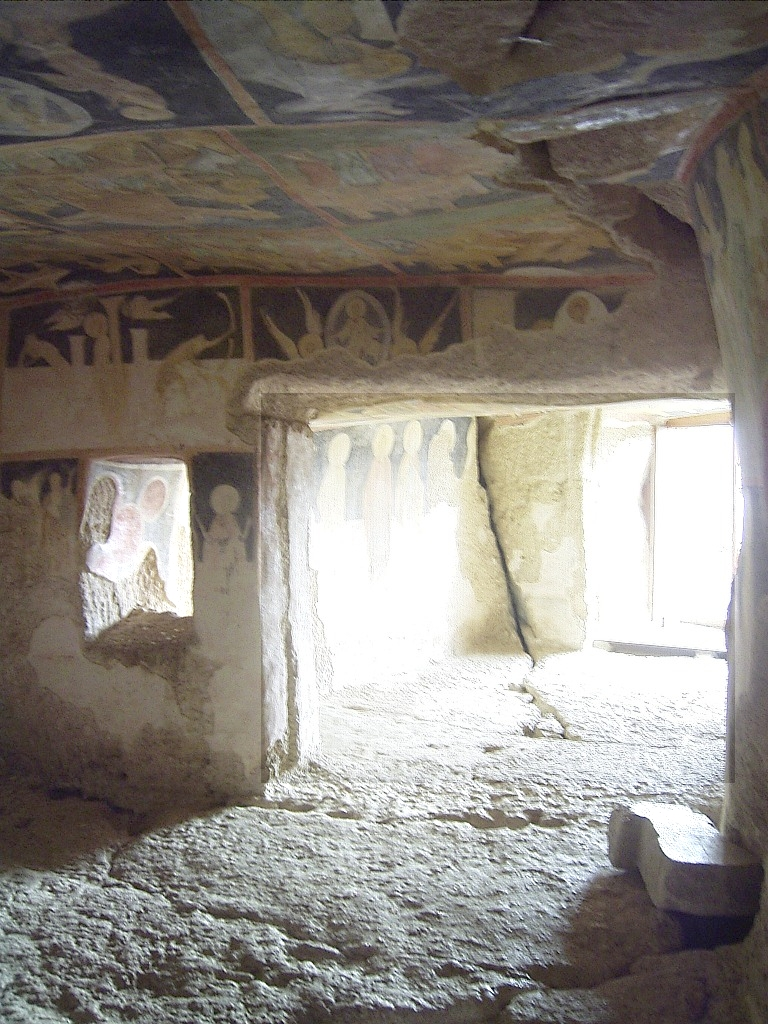
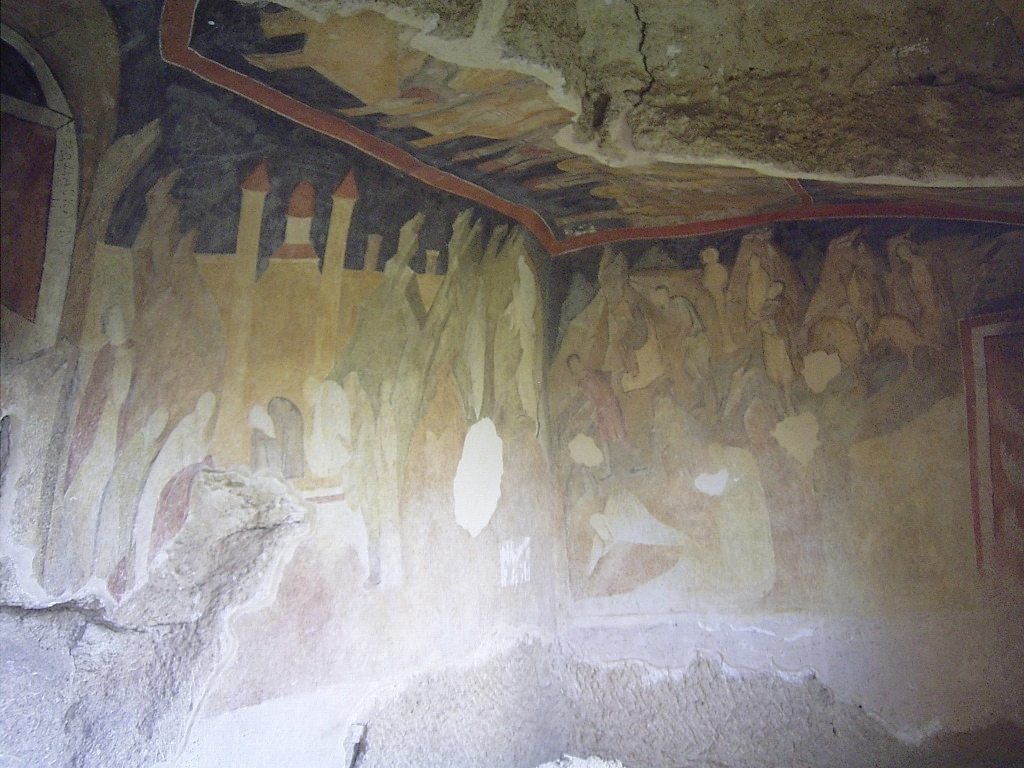
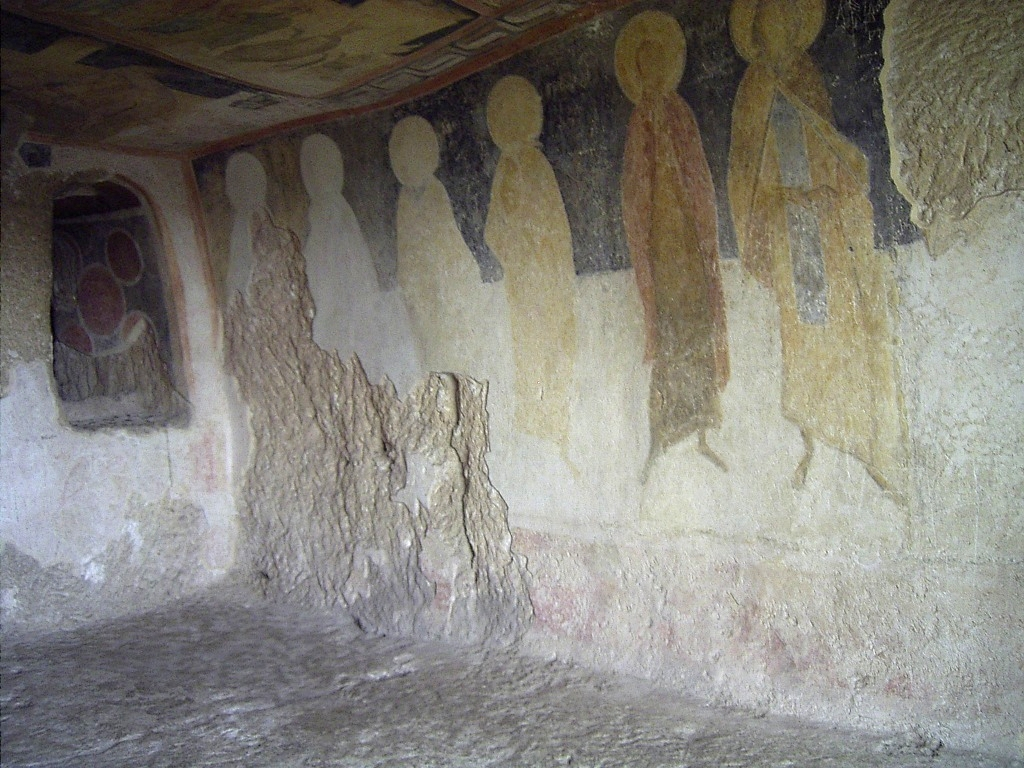
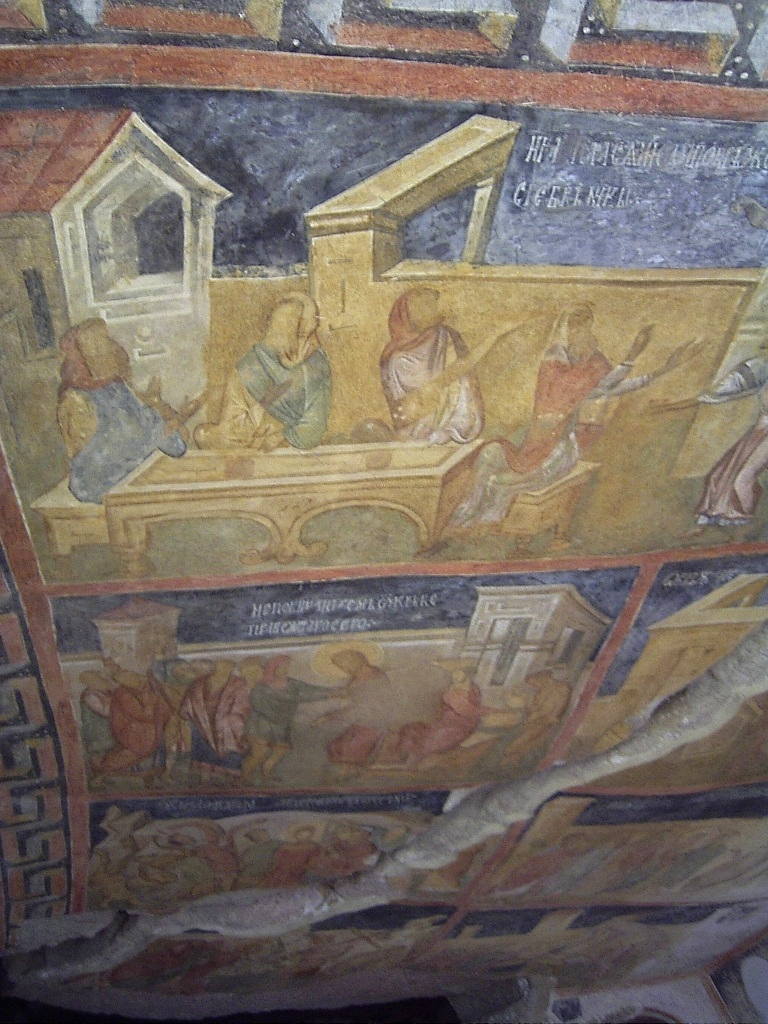
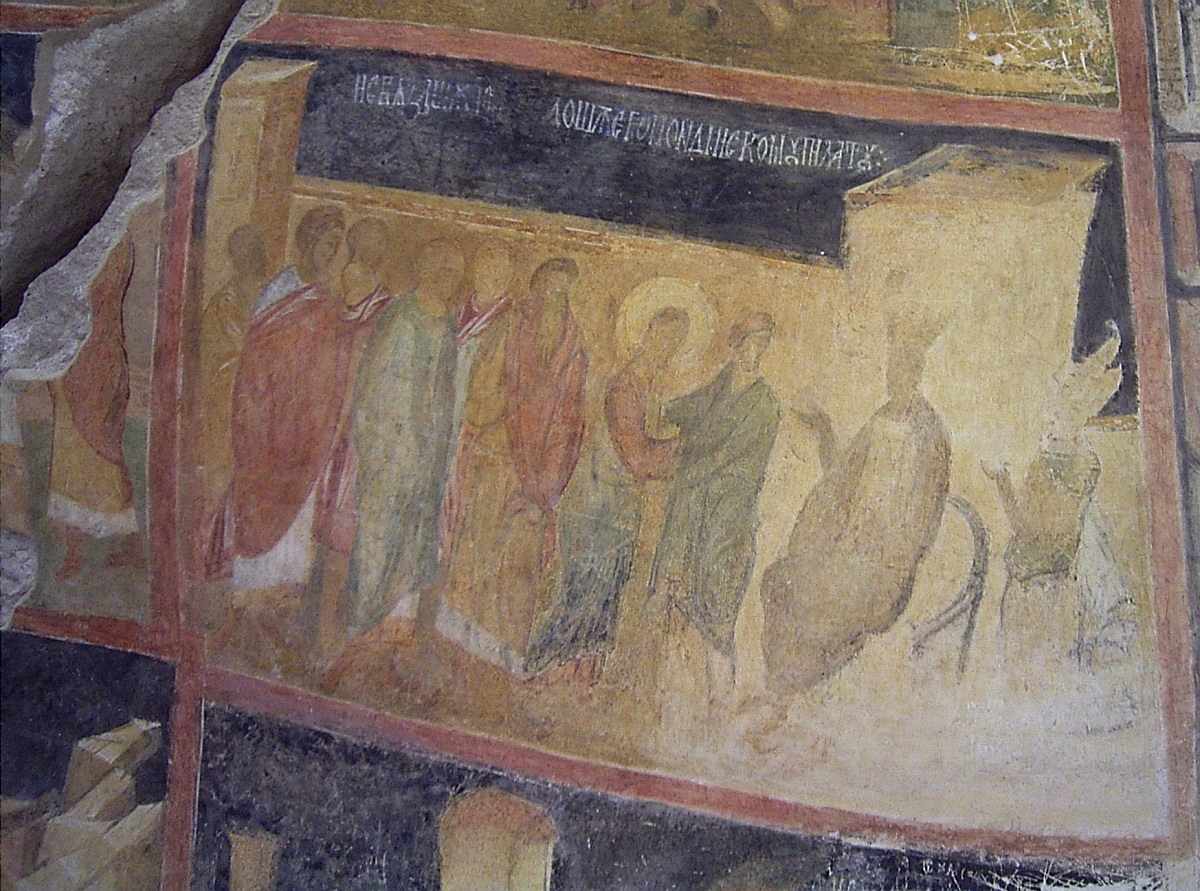